# Delta A

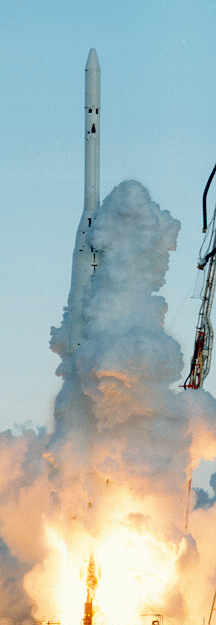
Foguete Delta A

O Delta A foi um foguete espacial estadunidense que prestou serviço durante 1962.

## Características
O Delta A foi um foguete leve da família de foguetes Delta que foi usado duas únicas vezes, durante 1962, ambas com sucesso e sendo para lançar satélites da série Energetic Particles Explorer. Tinha três estágios e era capaz de colocar 250 kg de carga em órbita terrestre baixa.

## Histórico de lançamentos
| Voo      | Data                  | Plataforma de lançamento            | Carga       | Resultado | Notas                       |
| -------- | --------------------- | ----------------------------------- | ----------- | --------- | --------------------------- |
| 345/D-13 | 2 de outubro de 1962  | Plataforma LC-17B do Cabo Canaveral | Explorer 14 | Êxito     | Primeiro voo de um Delta A. |
| 346/D-14 | 27 de outubro de 1962 | Plataforma LC-17A do Cabo Canaveral | Explorer 15 | Êxito     | Último voo de um Delta A.   |